# Gamal Abdelhamid
Gamal Abdelhamid (arabul:  جمال عبد الحميد) (Kairó, 1957. november 24. –) egyiptomi labdarúgó-középpályás, edző.